# Ільпінський півострів
Ільпінський півострів — півострів у північно-східній Азії на території Камчатського краю Росії. Вдається на 40 км у Берингове море.
Ільпінський півострів знаходиться на захід від півострова Говена. На півострові знаходиться Ільпінський мис (найпівденніша точка півострова). Також на півострові знаходяться миси Балак (на захід від Ільпінського мису) і Хибно-Ільпінскій, Оріа, Ара, Приятель (на схід від мису Ільпінській).
Великі річки: Навлігінмиваям, Лінгенмиваям, Лапареламваям, Альховаям, Гатиминваям, Хітаваям, Мітанраваям.
Півострів розділяє затоку Анапка і затоку Корфа Карагінської затоки. На східному узбережжі півострова лагуна Легунмун (Кааляк) і бухта Гека. На Олюторському півострові багато озер, найбільше — Майнгигитгин.
Рельєф півострова в північно-західній частині рівнинний, а в південно-східній гірський. Найвища точка на східному узбережжі — 494 м. До високих також відносяться гори: Кангилкин (480 м), Вілунай (403 м) та інші.
Поруч із півостровом глибини моря до 200 м. Тектонічним продовженням Ільпінского півострова є скелі Окіман і острів Верхотурова.